# Шаронов, Андрей Владимирович
Андре́й Влади́мирович Шаро́нов (11 февраля 1964 года, Уфа) — российский экономист и государственный деятель, генеральный директор Альянса по вопросам устойчивого развития с 2022 года. В 2016—2021 — президент Московской школы управления «Сколково», ранее заместитель мэра Москвы в Правительстве Москвы по вопросам экономической политики, заместитель министра экономического развития и торговли Российской Федерации и председатель Государственного комитета Российской Федерации по делам молодёжи.

## Биография
Родился 11 февраля 1964 в Уфе. Окончил Уфимский авиационный институт им. Орджоникидзе. Работал инженером в Уфимском авиационном институте.
- 1987—1989 гг. — секретарь комитета ВЛКСМ Уфимского авиационного института;
- 1989—1991 гг. — народный депутат СССР (избран по квоте ВЛКСМ);
- 1990—1991 гг. — секретарь ЦК ВЛКСМ;
- 1991—1992 гг. — занимал пост председателя Государственного комитета РСФСР по молодёжной политике;
- 1992—1996 гг. — возглавлял Комитет РФ по делам молодёжи;
- декабрь 1996 г. — был начальником Сводного департамента социальной политики Министерства экономики РФ;
- 1997—2007 гг. — заместитель Министра, статс-секретарь и первый заместитель Министра экономического развития и торговли РФ;
- 2007—2010 гг. — управляющий директор и председатель совета директоров ЗАО «Инвестиционная компания „Тройка Диалог“»;
- Указом Мэра Москвы 22 декабря 2010 года назначен заместителем Мэра Москвы в Правительстве Москвы по вопросам экономической политики, курировал вопросы формирования бюджета, промышленную и экономическую политику, а также госзакупки, торговлю и услуги;
- 2013—2016 гг. — ректор Московской школы управления СКОЛКОВО;
- 2016—2021 гг. — президент Московской школы управления СКОЛКОВО;
- С января 2022 года является генеральным директором Альянса по вопросам устойчивого развития (Национальный ESG Альянс), созданного 25 января 2022 года 28 ведущими российскими компаниями в качестве постоянно действующей платформы для диалога между бизнесом, государством и обществом[1];
- Является председателем совета директоров АО «Медицина», членом совета директоров ПАО «Совкомфлот», ПАО «ФосАгро», EN+ GROUP PLC, Фонд «Сколково», Профилум.[источник не указан 966 дней]
- Является главой попечительского совета благотворительного фонда помощи детям-отказникам и детям-сиротам «Бюро Добрых Дел».[источник не указан 966 дней]

Автор более 20 опубликованных научных работ и статей, обладатель 5 авторских свидетельств СССР на изобретения. Кандидат социологических наук.

## Семья
Жена Ольга также училась в Уфимском авиационном институте. Скончалась от инсульта в ночь на 24 апреля 2012 года. Двое детей. С 14 февраля 2021 года женат на актрисе Дарье Поверенновой, с которой встречался 8 лет.

## Санкции
26 сентября 2022 года, на фоне вторжения России на Украину, Шаронов включён в санкционный список Великобритании против как действующих, так и бывших членов наблюдательных советов ряда российских банков.

## Награды и премии
- Заслуженный экономист Российской Федерации (2006)
- В 2009 году награждён премией «Аристос 2009» в номинации «Независимый директор»[6], а также назван «Директором года» в той же категории[7]
- В 2009 году — награждён Орденом Почёта
- В 2012 году — лауреат премии «Персона года 2012» в номинации «Деловая репутация»
- В 2013 году — получил Почетную грамоту Правительства Москвы
- В 2014 году — награждён Почётной грамотой Правительства Российской Федерации
- В 2016 году — получил специальную премию «Вклад в развитие института независимых директоров» от Ассоциации независимых директоров и Российского союза промышленников и предпринимателей
- В 2018 году — получил Благодарность Президента Российской Федерации
- В 2018 году — получил Благодарность Правительства Российской Федерации

## Фотографии

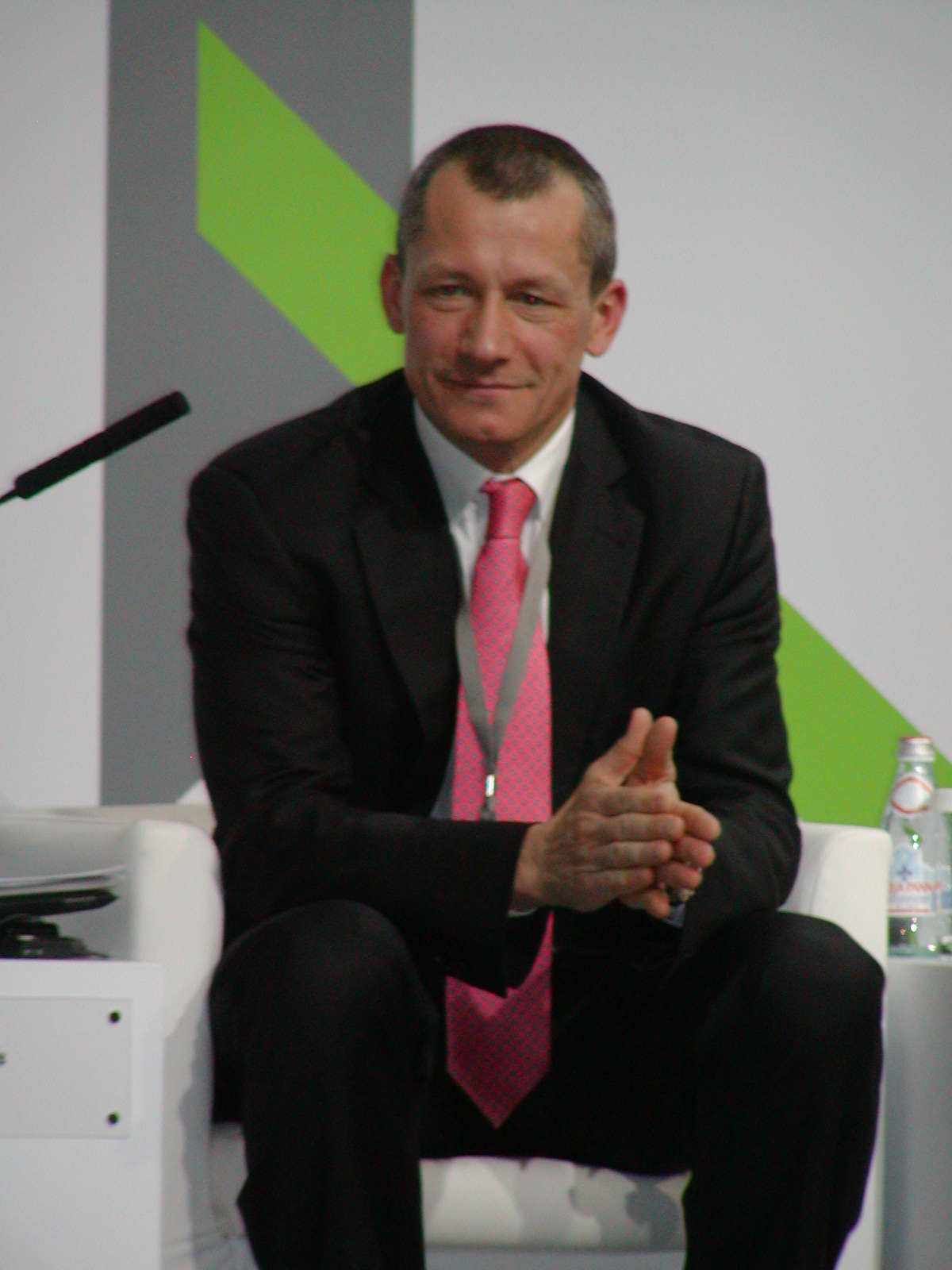
На 2-м Московском урбанистическом форуме, 2012
С основателем Евраза Александром Абрамовым на форуме «Стратегическое партнёрство 1520» в Сочи, 2017